# Кріцмов
Кріцмов (нім. Kritzmow) — громада в Німеччині, розташована в землі Мекленбург-Передня Померанія. Входить до складу району Росток. Складова частина об'єднання громад Варнов-Вест.
Площа — 14,81 км2. Населення становить 3896 ос. (станом на 31 грудня 2020).